# Michael Kohlhaas
 Michael Kohlhaas  (títol original: Michael Kohlhaas - Der Rebell) és una pel·lícula alemanya dirigida per Volker Schlöndorff, estrenada el 1969, adaptació de la novel·la Michael Kohlhaas (1810) de Heinrich von Kleist. Ha estat doblada al català.

## Argument
Edat Mitjana. En una fira local, a la qual Kohlhaas va per vendre els seus cavalls, un noble l'obliga a deixar part de la mercaderia com a mitjà de pagament per viatjar per les seves terres, amb la promesa de tornar-la-hi quan la fira hagi acabat. Quan torna, els cavalls estan gairebé morts, i el noble es desentén de la seva promesa, la qual cosa porta a Kohlhass a enfrontar-se contra una injustícia tan gran.

## Repartiment
- David Warner: Michael Kohlhaas
- Anna Karina: Elisabeth Kohlhaas
- Thomas Holtzmann: Martin Luther
- Michael Gothard: John
- Kurt Meisel: Kanzler
- Anton Diffring: Kurfürst
- Gregor von Rezzori: Kunz
- Peter Weiss: Richter
- Anita Pallenberg: Katrina
- Keith Richards: soldat (No surt als crèdits)